# Armature Studio
Az Armature Studio, LLC egy amerikai videójáték-fejlesztő stúdió az austini Texasban. A stúdiót Mark Pacini és Todd Keller alapította 2008-ban. Ők fejlesztették a Batman: Arkham Origins Blackgate-et (2013) és a ReCore-t (2016).

## Történelme
Miután be lett fejezve a Metroid Prime 3: Corruption fejlesztése, 2008 áprilisában a volt játékrendező Mark Pacini és művészeti rendező Todd Keller elhagyták a Retro Studiost, hogy elindítsák az Aramture-t 2008 szeptemberében. Az Armature első játéka a Metal Gear Solid HD Collectionnek a PlayStation Vita változata volt. 2013 áprilisában a Warner Bros. Interactive Entertainment bejelentette, hogy a Batman: Arkham Origins Blackgate-et Armature fejlesztené, mint első új munkájuk, és 2013. október 25-én adták ki PlayStation Vitára és Nintendo 3DS-re. A harmadik általuk fejlesztett játék az Injustice: Gods Among Us PlayStation Vita változata volt.
Eredetileg megbízták a stúdiót, hogy portolják a Bloodstained: Ritual of the Nightot PlayStation Vitára és Wii U-ra. Ebbe beletartozott az Unreal Engine 4 portolása mindkét platformra, mivel ezek a konzolok hivatalosan nem támogatták a motort. Az Armature elérhetővé kívánta tenni az ők motor kódjukat a licenszelt PS Vita és Wii U fejlesztőknek, miután a Bloodstained be lett fejezve. Ugyanakkor a játék végül nem jelent meg a két platformon különböző okok miatt, mivel a játék fejlesztését 2019-ig hosszabbították meg.
2015 októberében a stúdió bejelentette első eredeti szellemi tulajdonukat a Dead Start, egy űr-témájú többjátékos online többirányú lövöldöző. 2016. április 5-én adták ki Microsoft Windowsra és PlayStation 4-re, de az online funkció megszűnt 2016. november 1-én, és a játékot többé már nem lehetett megvenni.
Az Armature azóta együttműködött az Epic Gamesszel, biztosítva fejlesztői támogatást a Fortnite-nak, valamint csináltak két játékot virtuális valóság szemüvegekre, a Fail Factoryt Gear VR-ra és a Sports Scramble-t Oculus Questre.

## Játékok
| Év   | Cím                                   | Platform(ok)                                                                      |
| ---- | ------------------------------------- | --------------------------------------------------------------------------------- |
| 2012 | Metal Gear Solid HD Collection        | PlayStation Vita                                                                  |
| 2013 | Batman: Arkham Origins Blackgate      | Microsoft Windows, Nintendo 3DS, PlayStation 3, Wii U, PlayStation Vita, Xbox 360 |
| 2013 | Injustice: Gods Among Us              | PlayStation Vita                                                                  |
| 2014 | The Unfinished Swan                   | PlayStation 4, PlayStation Vita                                                   |
| 2015 | Borderlands: The Handsome Collection  | PlayStation 4, Xbox One                                                           |
| 2016 | ReCore                                | Windows, Xbox One                                                                 |
| 2016 | Dead Star                             | Windows, PlayStation 4                                                            |
| 2017 | Duck Game                             | PlayStation 4                                                                     |
| 2017 | Fail Factory!                         | Oculus VR                                                                         |
| 2019 | Duck Game                             | Nintendo Switch                                                                   |
| 2019 | Sports Scramble                       | Oculus VR                                                                         |
| 2020 | Bayonetta & Vanquish 10th Anniversary | PlayStation 4, Xbox One                                                           |
| 2021 | Where the Heart Leads                 | PlayStation 4, PlayStation 5                                                      |
| 2021 | Resident Evil 4                       | Oculus VR                                                                         |

## Fordítás
- Ez a szócikk részben vagy egészben  az   Armature Studio című angol Wikipédia-szócikk fordításán alapul.  Az eredeti cikk szerkesztőit annak laptörténete sorolja fel. Ez a jelzés csupán a megfogalmazás eredetét és a szerzői jogokat jelzi, nem szolgál a cikkben szereplő információk forrásmegjelöléseként.

## Külső hivatkozás
- Hivatalos weboldal